# جلالی (حاجی‌آباد)
جلالی (حاجی‌آباد)، روستایی از توابع بخش احمدی شهرستان حاجی‌آباد در استان هرمزگان ایران است.

## جمعیت
این روستا در دهستان احمدی قرار دارد و براساس سرشماری مرکز آمار ایران در سال ۱۳۸۵، جمعیت آن ۱۷۱ نفر (۴۵خانوار) بوده است.